# Der Schneekönig
Der Schneekönig ist ein deutscher Dokumentarfilm von Johannes Edelhoff und Timo Großpietsch aus dem Jahr 2012. Der Film porträtiert Ronald Miehling, einen ehemaligen Drogendealer aus Hamburg. 

## Inhalt
Ronald Miehling trifft auf seinen Freigängen alte kriminelle Freunde, besucht Kurse der Agentur für Arbeit und versucht sich auf das Leben nach dem Gefängnis vorzubereiten. Offen erzählt Miehling von seinem Leben als Drogenboss. Die Berichte der Mutter, der Freunde, ehemaliger Partner, der LKA- und BKA-Beamten, die ihn verfolgt und geschnappt haben, ergänzen Miehlings Erzählungen. Ein Jahr lang haben die Autoren Johannes Edelhoff und Timo Großpietsch Ronald Miehling während seines offenen Vollzugs mit der Kamera begleitet. Der Film hatte seine Weltpremiere auf dem Filmfest Hamburg 2012.

## Kritik und Rezeption
Edgar S. Haase meint in der Welt: „So ist aus den Gesprächen mit dem Täter ein sehr wechselhafter Film geworden, eine Alltagsskizze, gezeichnet von den Abgründen menschlicher Existenz.“
Heinrich Oehmsen meint im Hamburger Abendblatt: „Die NDR-Dokumentation Der Schneekönig über den Kokaindealer Ronald Miehling liefert Innenansichten aus dem Hamburger Drogenmilieu.“